# Aeroporto di Shenzhen-Bao'an
L'Aeroporto di Shenzhen-Bao'an (IATA: SZX, ICAO: ZGSZ) è un aeroporto situato a 32 km dal distretto di Futian che è la zona centrale di Shenzhen, ed è uno dei tre hub più grandi nella Cina meridionale. L'aeroporto di Shenzhen è l'hub dello Shenzhen Airlines e serve anche l'hub di cargo asiatico-pacifico della UPS Airlines.
Il moderno Terminal 3 è stato inaugurato il 28 novembre nel 2013 su progetto dello Studio Fuksas per la Società di gestione dello scalo Shenzhen Airport (Group) Co. e realizzazione della China State Construction Engineering Corporation.
Fra le caratteristiche salienti della nuova realizzazione è il nuovo terminal che copre una superficie di 500 000 metri quadrati e che all'interno contiene 63 gate e uno spazio commerciale, vi è la forma della copertura che ricorda una manta ed è rivestita da una doppia pelle a nido d’ape. La struttura è lunga 1,5 chilometri e larga 80 metri. Sempre lo Studio Fuksas è stato incaricato di progettare due ulteriori fasi dell'ampliamento dell'aeroporto, che saranno completate rispettivamente nel 2025 e nel 2035. Meno di un mese dopo la consegna della nuova struttura, che dovrebbe essere costata circa un miliardo di euro, tuttavia sono stati segnalati problemi relativi a copiose infiltrazioni d'acqua attraverso l'avveniristica copertura del terminal durante le violente precipitazioni del dicembre 2013; le infiltrazioni hanno avuto una vasta eco sui media cinesi e di Hong Kong.

## Terminal
Vi sono tre terminal aeroportuali all'aeroporto internazionale di Shenzhen-Bao'an:
- Terminal A - per i voli domestici
- Terminal B - per i voli domestici
- Terminal C -
- Terminal D - per i voli internazionali